# Schmincke (Unternehmen)
H. Schmincke & Co  ist ein Hersteller für Künstlerfarben. Das 1881 gegründete Unternehmen mit Sitz in Erkrath gehört zu den führenden Unternehmen im Markt für Künstlerfarben. Schmincke stellt neben Öl-, Acryl- und Aquarellfarben für die traditionelle Malerei auch Farben für unterschiedliche künstlerische Zwecke wie Linoldruck, Pastellfarben, Gouachefarben und Pigmente her.

## Geschichte

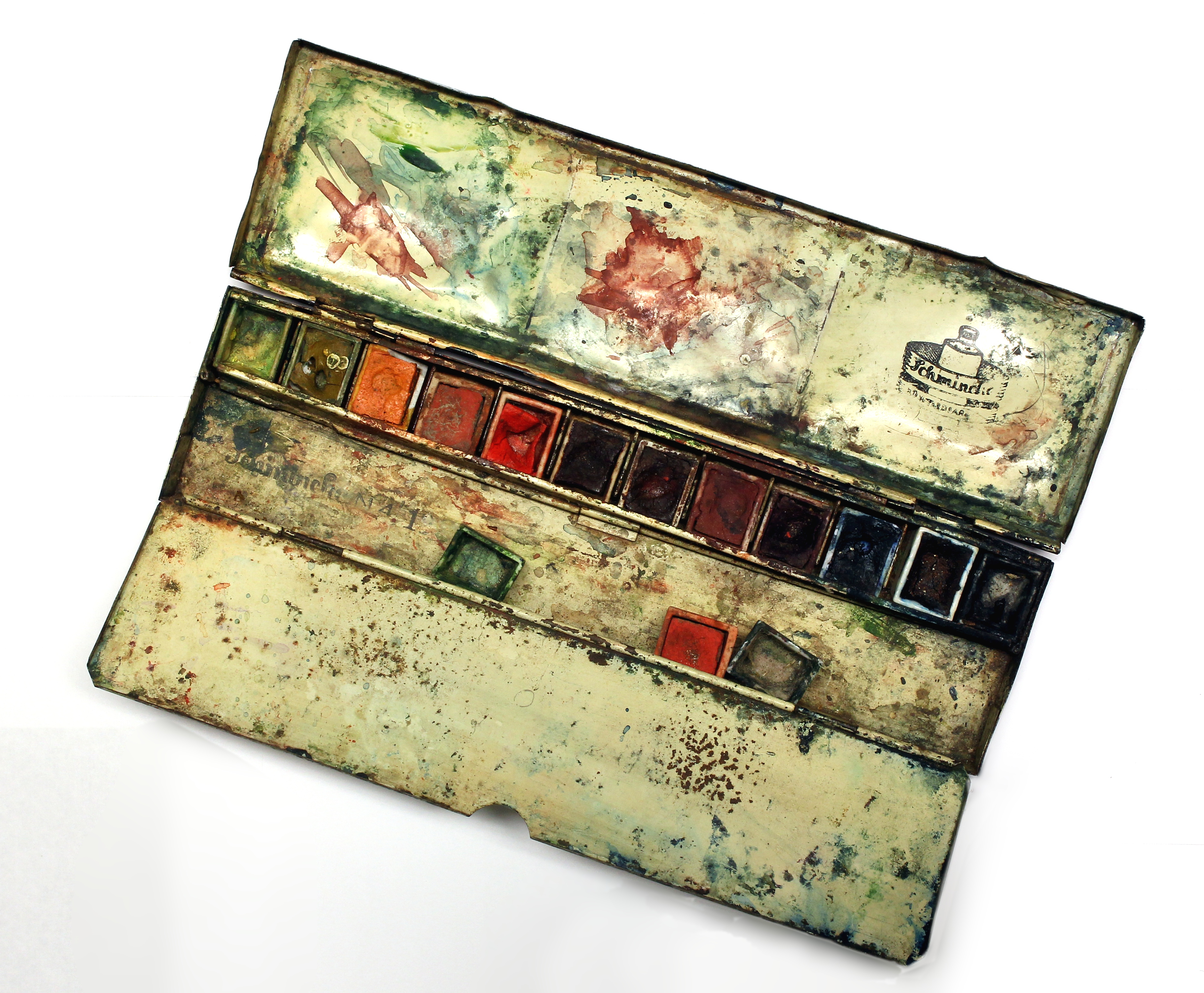
Schmincke-Farbkasten (um 1935) mit Aquarellfarben in halben Näpfen

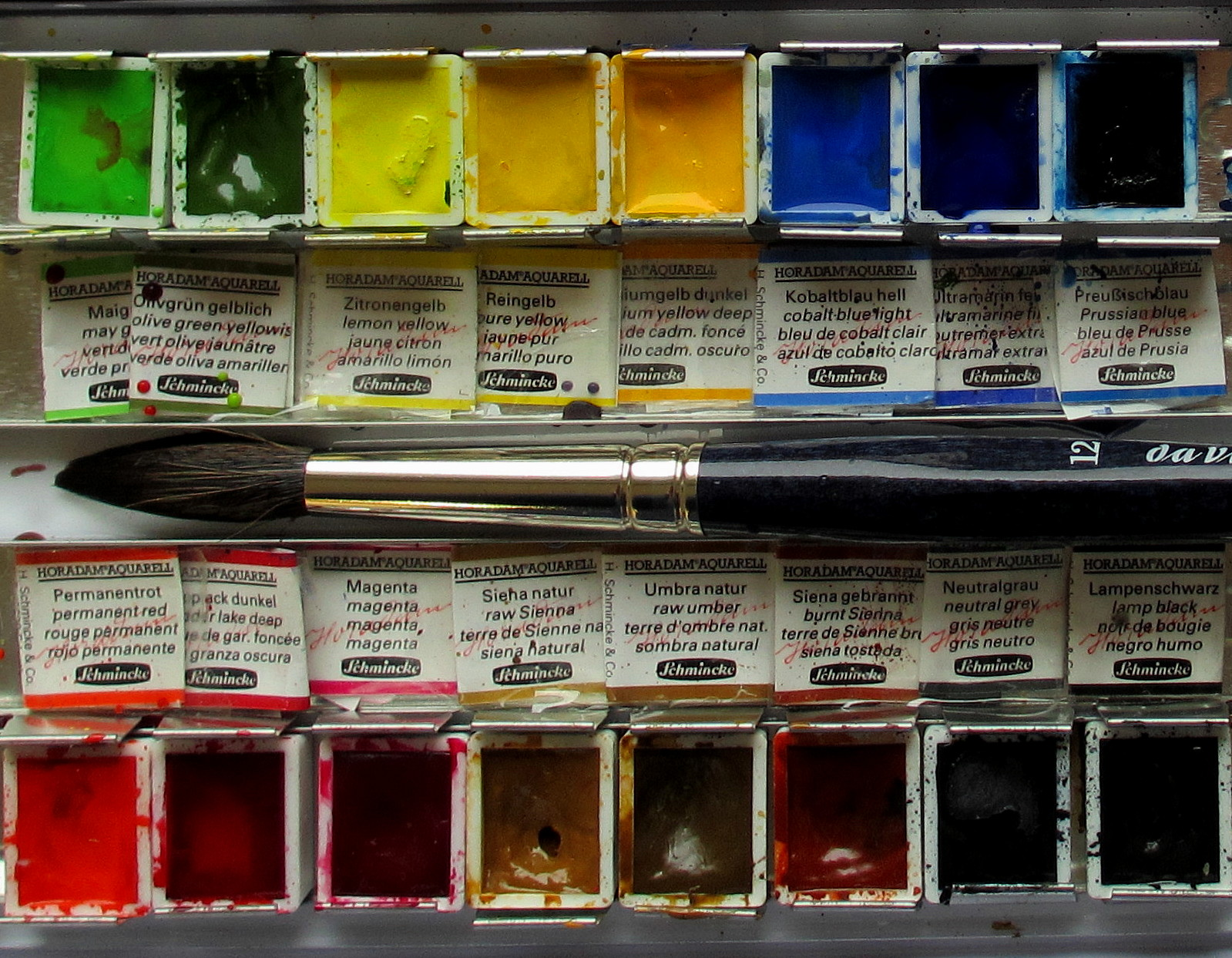
Aquarellfarben von Schmincke (2017)

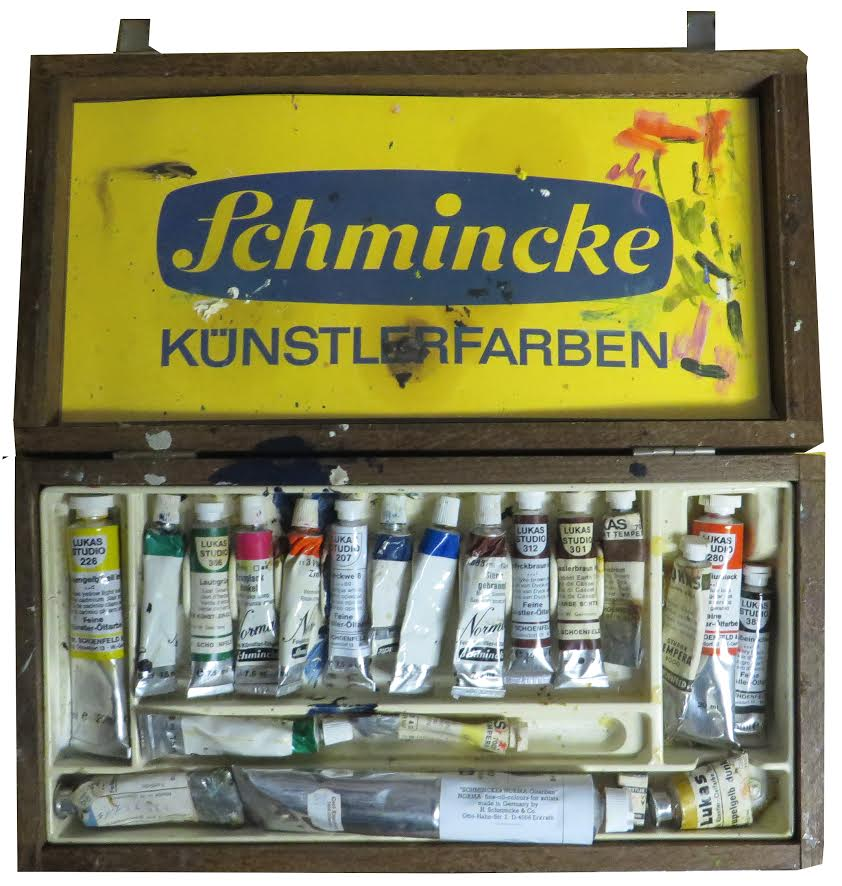
Farbkoffer mit Ölfarben

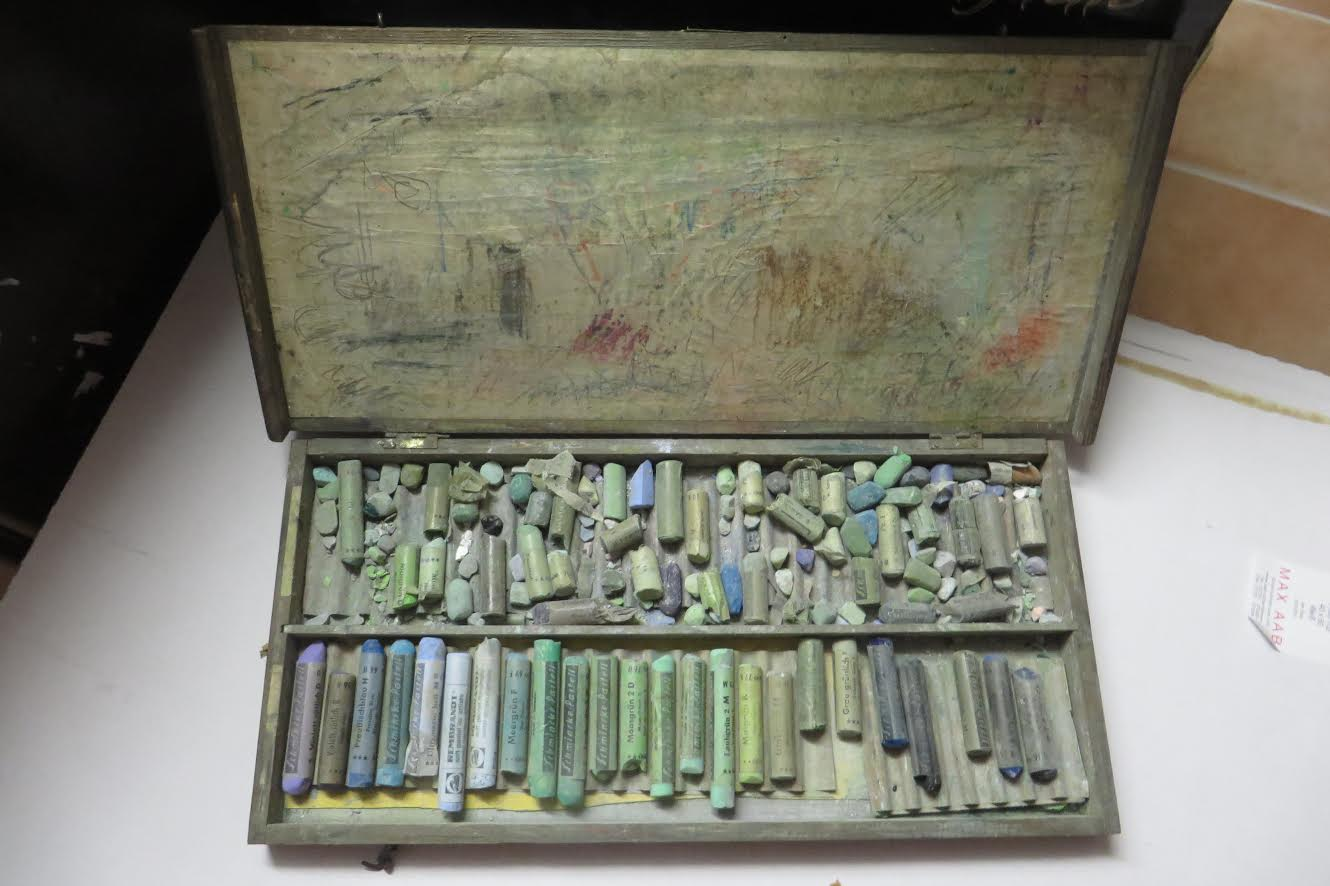
Schmincke Pastelle

1881 gründeten die Farbenchemiker Hermann Schmincke und Josef Horadam die Firma H. Schmincke & Co. Zuvor fanden sie auf der Suche nach traditionellen hochwertigen Rezepten für Künstler-Ölfarben die Harz-Ölfarben-Rezepturen des Malers Cesare Mussini (1804–1879), der Professor an der Akademie von Florenz war.
Harz-Ölfarben wurden vor der Erfindung der Tube kaum verwendet, weil sie sich ohne dichte Behältnisse nur schwer transportieren und aufbewahren ließen. Daher waren seinerzeit einfache Ölfarben gebräuchlich. Andere in der gleichen Zeit gegründete europäische Künstlerfarbenfabriken nutzten Ölfarben ohne Harzanteil für die damals beginnende industrielle Fertigung von Künstlerfarben.
Horadam arbeitete zudem über ein Jahrzehnt lang an Rezepturen für Künstler-Aquarellfarben, die in England erfunden worden waren. 1892 erhielt er für seine Entwicklungen europaweite Patente für seine Horadam’s Patent-Aquarellfarben. Die unter den Marken Mussini-Harz-Ölfarben und Horadam-Aquarellfarben vertriebenen Produkte werden noch heute von Schmincke produziert und weiter entwickelt. Farben von Schmincke verwendeten beispielsweise Franz von Lenbach, aber auch deutsche und österreichische Expressionisten wie Emil Nolde, Oskar Kokoschka und Karl Schmidt-Rottluff. Über den Literaturnobelpreisträger und Künstler Günter Grass ist nach eigenen Angaben bekannt, dass er mit Schmincke Aquarellfarben arbeitete: „Gut erinnere ich mich, wie es mir bald nach der Währungsreform erschwinglich wurde, […], meine ersten Wasserfarben zu kaufen, keine Deckfarben mehr, sondern echte Aquarellfarben von Schmincke. In viereckigen Näpfchen, ein jedes in Silberpapier eingepackt, sagten sie auf einer Banderole ihre Namen her: Karminrot, Kobaltblau, Neapelgelb, Siena, Umbra, Lichter Ocker, Chromoxidgrün…“ (aus: Mit Wasserfarben, 2001). Auch der fiktive Künstler Jed im Roman Karte und Gebiet von Michel Houellebecq malte mit Schmincke-Produkten.
Bald nach Firmengründung kamen spezielle Farbsortimente für Kunstprofessoren hinzu. Als sich dies als zu teuer erwies, wurde daraus ein preisgünstigeres Ölfarbensortiment entwickelt, das bis heute als Norma Professional, das sind Ölfarben ohne Harzanteil, vertrieben wird. Um 1900 kamen unter der zweiten Inhabergeneration Julius Hesse, dem Neffen der Gründer, Pastellfarben und ein Gouache-Programm für Künstler, Grafiker und Retuscheure hinzu. Im Jahre 1926 entstand das berühmte Otto-Dix-Ölgemälde des Unternehmers Julius Hesse, das sich heute in der Dauerausstellung des Kunstmuseums Stuttgart befindet. Im Rahmen der Kunstausstellung „Der böse Blick“ im K20 Kunstmuseum in Düsseldorf war das Gemälde auch an seinem Entstehungsort zu sehen.
1937 konnte Ernst O. Hesse nach dem Tod seines Vaters Julius Hesse wegen jüdischer Vorfahren die Geschäfte zunächst nicht übernehmen. Seine Mutter Gerta Hesse floh in die Schweiz und führte das Unternehmen dort weiter.
Nach Angaben des Unternehmens verbrannte das Schmincke-Firmenarchiv im Zweiten Weltkrieg. Nach der kriegsbedingten Zwangspause führte die dritte Generation unter Ernst O. Hesse die in den USA entwickelten Künstler-Acrylfarben ein.
Mit den deutschen Druckfarbenherstellern Hostmann-Steinberg und Kast & Ehinger entwickelte Schmincke ab 1967 das HKS-Farbsystem. Schminckes Ziel war es dabei, in Deutschland die Marktführerschaft für den Bereich der Gouache-Farben (früher Plakattempera genannt) zu behalten. 1974 zog der Betrieb in eine neue Fabrik in Erkrath um. 1981 begann mit dem Jubiläum zum 100-jährigen Bestehen des Unternehmens eine verstärkte weltweite Expansion. 1998 übergab Peter Julius Hesse, der seit 1971 Geschäftsführer in vierter Generation gewesen war, die Firmenleitung an Nils Knappe. Ende 2024 übernahm Markus Baumgart nach dem Tod Knappes die Geschäftsführung. 2025, mehr als 140 Jahre nach Firmengründung, ist das Unternehmen noch immer in Familienbesitz. Es produziert nach wie vor ausschließlich in Deutschland am Firmensitz in Erkrath bei Düsseldorf.
Neben dem Heimatmarkt Deutschland beliefert Schmincke Kunden in 70 Ländern der Erde.
Schmincke ist Mitglied im Verband der Mineralfarbenindustrie (VdMi) sowie in der Europäischen Vereinigung der Lack-, Druckfarben- und Künstlerfarbenindustrie (CEPE) im Rahmen der EuACA, der European Artists’ Colours Association.

## Auszeichnungen
In den Jahren 2012, 2015, 2018 und 2024  wurde H. Schmincke & Co. von Florian Langenscheidt im Rahmen des Projektes „Marken des Jahrhunderts“ ausgezeichnet und erhielt aufgrund seiner Alleinstellungsmerkmale für die Produktgattung Künstlerfarben den „Markenpreis der Deutschen Standards“. Ab 2018 folgten mehrfache Auszeichnungen des Creative Impulse Award auf der Frankfurter Fachmesse Creative World 
•    Kreatives Produkt des Jahres 2018, 1. Platz mit dem J.H. Watercolour Wheel
•    Künstlerprodukt des Jahres 2023, 3. Platz mit den Horadam Aquarell – Supergranulierenden Farben 
•    Nachhaltiges Produkt des Jahres 2023, 1. Platz mit Flüssiger Kohle
•    Künstlerprodukt des Jahres 2025, 1. Platz mit Primacryl Professional, einer feinsten Acrylfarbe mit mikroplastikfreiem Bindemittel 
•    Nachhaltiges Produkt des Jahres 2025, 2. Platz mit der Horadam Naturals, einer veganen Wasserfarbe auf Basis von Naturpigmenten 